# Leslie Howarth
Leslie Howarth (* 23. Mai 1911 in Bacup, Lancashire; † 22. September 2001) war ein britischer Mathematiker, der sich mit Hydrodynamik und Aerodynamik befasste.
Howarth studierte bei Sydney Goldstein an der University of Manchester und danach an der Universität Cambridge (Caius und Gonville College) mit dem Bachelor-Abschluss 1933 und der Promotion bei Goldstein 1936. Danach war er Lecturer am King’s College in Cambridge. 1937/38 war er bei Theodore von Kármán am Caltech. Im Zweiten Weltkrieg arbeitete er zunächst in der Ballistik und ab 1942 am Armament Research Department. Nach dem Krieg war er zunächst Lecturer am St. John’s College in Cambridge (wo Abdus Salam einer seiner Studenten war) und ab 1949 Professor für Angewandte Mathematik an der University of Bristol. 1964 wurde er dort Henry Overton Wills Professor und Leiter der Mathematikfakultät. 1957 bis 1960 war er Dekan der Faculty of Science. 1976 wurde er emeritiert.
Er befasste sich insbesondere mit Grenzschichttheorie. Bekannt ist eine Arbeit mit von Karman 1938 über isotrope Turbulenz in Anschluss an G. I. Taylor.
1935 erhielt er Smith-Preis und 1951 den Adams-Preis. 1950 wurde er Fellow der Royal Society. 1955 wurde er OBE.
1934 heiratete er Eva Priestley, mit der er zwei Söhne hatte.
Zu seinen Doktoranden zählt Keith Stewartson.

## Schriften
- Laminar Boundary Layers, in Flügge, Truesdell (Hrsg.) Handbuch der Physik VIII/1, Strömungsmechanik 1, Springer Verlag 1959
- Herausgeber und Mitautor: Modern developments in fluid dynamics: high speed flow, Clarendon Press 1953 (er leistete auch Beiträge zu früheren Bänden der Reihe, Herausgeber Sydney Goldstein)